# 小町谷照彦
小町谷 照彦（こまちや てるひこ、1936年6月22日 - 2014年10月31日）は、日本の国文学者。東京学芸大学名誉教授。中古文学、特に和歌を専攻。叙従四位、瑞宝中綬章受章。

## 来歴
長野県駒ヶ根市生まれ。東京大学文学部国文学科卒業、同大学院博士課程単位取得退学。東京都立高等学校教諭を経て、成城大学短期大学助教授、東京学芸大学教授、2000年定年退官。東京経済大学教授。2014年、胃癌で死去。叙従四位、瑞宝中綬章受章。
妻・新子（1936-）は、瀧井孝作の娘で版画家、著書に『一生の春 父・瀧井孝作』（蝸牛社 1990）などがある。

## 著書
- 『小倉百人一首 くわしい解説・設問付き』文英堂（シグマベスト）1983
- 『源氏物語の歌ことば表現』東京大学出版会 1984.8
- 『藤原公任 余情美をうたう 王朝の歌人7』集英社 1985.6
  - 『藤原公任 天下無双の歌人』角川ソフィア文庫 2023.10
- 『古今和歌集と歌ことば表現』岩波書店 1994.10
- 『王朝文学の歌ことば表現』若草書房（中古文学研究叢書3）1997
- 『中古の日本文学』放送大学 1997

### 共編著
- 『古典文学基礎知識必携』 學燈社 1992.8
- 『源氏物語図典』秋山虔共編 小学館 1997.7
- 『平安朝の文学』鈴木日出男共編著 放送大学教育振興会 2001
- 『必携源氏物語を読むための基礎百科』學燈社 2004.6
- 『東書最新全訳古語辞典』三角洋一共編 東京書籍 2006.1
- 『絵とあらすじで読む源氏物語　渓斎英泉『源氏物語絵尽大意抄』』新典社 2007.7

### 校註
- 『古今和歌集 現代語訳対照』（訳注）旺文社文庫 1982／ちくま学芸文庫 2010
- 『拾遺和歌集 新日本古典文学大系7』岩波書店 1990／岩波文庫 2021.12（倉田実補訂）
- 『狭衣物語』後藤祥子と校注・訳 新編日本古典文学全集29-30 小学館 1999-2001